# Ampedus erythrogonus
Ampedus erythrogonus is een keversoort uit de familie kniptorren (Elateridae). De wetenschappelijke naam van de soort is voor het eerst geldig gepubliceerd in 1821 door P. W. J. Müller.